# Jens Jessen
Jens Peter Jessen, né le 11 décembre 1895 à Stoltelund près d'Apenrade, et mort le 30 novembre 1944 à Berlin-Plötzensee est  un économiste qui a d'abord fait carrière en tant que national-socialiste engagé pendant le Troisième Reich, mais a ensuite rejoint la résistance contre le régime hitlérien. Après l'attentat manqué contre Hitler le 20 juillet 1944, il est condamné à mort par le tribunal populaire et pendu à Plötzensee.

## Biographie

### Enfance et formation
Cinquième des dix enfants du propriétaire terrien Jens Ratenburg Jessen et de sa femme Maria, Jens Jessen obtient son diplôme d'études secondaires au lycée de Flensburg. En 1914, il s'engage comme volontaire de guerre, est gravement blessé et retourne à la vie civile en 1917 avec le grade de lieutenant de réserve.
Il étudie les sciences politiques à Kiel, comme à l'Institut colonial de l'université de Hambourg et à l'université de Heidelberg. Il obtient en juillet 1920 son doctorat en sciences politiques, en soutenant une thèse sur le thème de l'origine et du développement de l'économie du patrimoine dans le Schleswig-Holstein. En octobre 1920, il soutient sa thèse de doctorat en droit sur le sujet des ventes commerciales en droit nordique. Après des séjours à l'étranger, à Copenhague comme employé de banque et à Buenos Aires comme directeur d'une société de commerce, il se lance dans une carrière universitaire en 1927.

### Carrière nationale-socialiste
À l'université de Göttingen, Jessen passe son habilitation au début de 1928, avec une thèse sur les problèmes agricoles en Argentine. Il enseigne ensuite dans cette même université. En raison de ses sympathies pour le national-socialisme, il entre en contact avec des membres du parti comme Bernhard Rust, le Gauleiter et plus tard ministre des sciences, de l'éducation et de l'enseignement national du Reich. Il rejoint le NSDAP en 1930. À partir de 1931, Jessen travaille à la maison brune, qui héberge le quartier général du parti nazi, à Munich. Il s'implique au sein du département de politique économique du NSDAP, qui avait été fondé par Otto Wagener en 1930. En 1932, il est nommé professeur extraordinaire à Göttingen.
À partir du printemps 1933, de nombreux professeurs de Kiel sont contraints de quitter leur poste, en raison de la Gleichschaltung (mise au pas) nationale-socialiste. Jens Jessen devient professeur suppléant à Kiel, et en septembre, il est nommé professeur titulaire de finances. Il succède également à Bernhard Harms, directeur de l'Institut pour l'économie mondiale et le transport maritime, qui est brutalement démis de ses fonctions par les nazis. 
Cependant, la carrière de Jessen à Kiel se termine en février 1934. Otto Ohlendorf, membre du parti depuis 1925, et assistant de Jessen à l'institut, avait rédigé un rapport critique sur les déclarations faites par Joachim Haupt, conseiller au ministère prussien de la Culture, rapport que Jessen avait transmis aux autorités du NSDAP sans vérification. Il indiquait que lors de conférences dans un camp d'entraînement, Haupt aurait tenu des propos désobligeants à l'égard du recteur de l'université de Kiel et du ministre de l'Intérieur du Reich Wilhelm Frick. Cependant, en tant que vieux combattant, Haupt reste très influent au sein du NSDAP et du ministère, et réagit vigoureusement. Une enquête policière est ouverte contre Jessen et Ohlendorf pour diffamation d'un membre du gouvernement du Reich. Plusieurs perquisitions se succèdent, Jessen est brièvement arrêté. Fin février 1934, Jessen doit prendre un congé d'un semestre. En juillet, un nouveau directeur de l'Institut d'économie mondiale est nommé. Le 4 août enfin, Jessen est muté à l'université de Marbourg en tant que professeur de sciences politiques.
En 1933, Jessen fait partie des membres fondateurs de l'Académie nationale-socialiste de droit allemand de Hans Frank.
En avril 1935, Jessen est nommé professeur titulaire de sciences politiques et économiques à l'École d'économie de Berlin.

### Travaux
Il publie en 1935 le manuel Volk und Wirtschaft, inspiré par le national-socialisme. L'ouvrage est cependant fortement critiqué dans le Völkischer Beobachter. Jessen décrivait l'évolution du national-socialisme jusqu'au Troisième Reich, y compris la nuit des longs-couteaux. L'éditeur retire le livre, et publie une seconde édition modifiée en 1936. 
En 1940, il devient chef de la section IV de l'Académie du droit allemand, qui doit répondre aux questions de l'époque sur la politique économique et réfléchir aux plans pour l'après-guerre. En mars 1943, le département est fermé.

### Résistance contre le national-socialisme
Le 29 novembre 1939, Jessen est invité par Johannes Popitz à rejoindre la Société du mercredi, ou freie Gesellschaft zur wissenschaftlichen Unterhaltung (société libre de discussion scientifique) et entre en contact avec un groupe de résistance autour de Ludwig Beck et Ulrich von Hassell ainsi qu'avec le Cercle de Kreisau. Il devient un membre actif du mouvement de résistance.
En 1941, Jessen, comme capitaine de réserve est nommé chef de service à l'état-major d'Eduard Wagner, au quartier général de l'armée. Il dirige le Bureau des laissez-passer, qui, à partir de 1942, est un bureau indépendant  du Bendlerblock à Berlin. Jessen est alors le supérieur de Werner von Haeften jusqu'à l'automne 1943. Il facilite les voyages des résistants, et les met en contact. Claus Schenk Graf von Stauffenberg fait la connaissance de Jessen au cours de l'été 1942 et le reçoit à de nombreuses reprises chez lui.
Une réunion avec Falk Harnack a lieu dans le bureau de Jessen le 22 décembre 1942, vers midi : Jessen envisage de reporter l'exécution du résistant de l'Orchestre rouge Arvid Harnack en influençant le ministre de l'économie du Reich, Walther Funk. Jessen a effectivement approché, avec le général Hans Oster le ministre de l'Économie, qui n'a cependant rien fait pour sauver Arvid Harnack.
Le rôle exact de Jessen dans le mouvement de résistance est peut-être sous-estimé, ou n'est pas décrit dans de nombreux récits du 20 juillet 1944. On peut lire dans le journal du co-conspirateur Ulrich von Hassell qu'il était le cerveau de la tentative d'assassinat. Ilse von Hassell y inscrit au 20 avril 1943 : « Ce soir-là, Jessen a dit désespérément : "Il serait si facile en théorie d'éliminer ce criminel (Hitler) : Le chargé de cours apporte un dossier contenant des explosifs, pose le dossier sur le bureau d'Hitler, se laisse sortir pour un coup de téléphone arrangé, et Hitler est éliminé" ».  Dans l'annexe du journal, l'éditeur Wolf Ulrich von Hassell écrit : « ...Le dernier de ce cercle était le professeur Peter Jens Jessen, qui a été appelé par la Gestapo. En raison de son accident de voiture, il était encore très faible et ne pouvait pas marcher seul. Avant son arrestation, je lui ai rendu visite à plusieurs reprises. Au fond, il voulait être amené à ses camarades. A la veille du 20 juillet, le comte Stauffenberg était avec lui et les principaux acteurs pour discuter une nouvelle fois des plans. La Gestapo ne l'a probablement jamais appris, car elle n'a pas vraiment saisi la préhistoire de cette tentative de coup d'État. Ils ont travaillé avec la terreur, avec la technologie médico-légale, mais sans réelle perspicacité ni intelligence ».
Après l'échec de la tentative d'assassinat sur Hitler le 20 juillet 1944, un mandat d'arrêt est émis contre Jessen le 11 octobre. Le 7 novembre 1944, il est condamné à mort par le tribunal populaire, présidé par Roland Freisler, pour « non-signalement d'une entreprise de haute trahison » et pendu à Plötzensee le 30 novembre.